# Bad Grund
Bad Grund (pronunciación en alemán: /baːt ɡʁʊnt/ⓘ) es un municipio situado en el distrito de Gotinga, en el estado federado de Baja Sajonia (Alemania), a una altitud de 300 metros. Su población a finales de 2016 era de unos 8600 habitantes y su densidad poblacional, 200 hab/km².
Se encuentra ubicado a poca distancia al oeste de la frontera con el estado de Sajonia-Anhalt.